# Liesle
Liesle is een gemeente in het Franse departement Doubs (regio Bourgogne-Franche-Comté) en telt 529 inwoners (2005). De plaats maakt deel uit van het arrondissement Besançon.

## Geografie
De oppervlakte van Liesle bedraagt 16,3 km², de bevolkingsdichtheid is 32,5 inwoners per km².

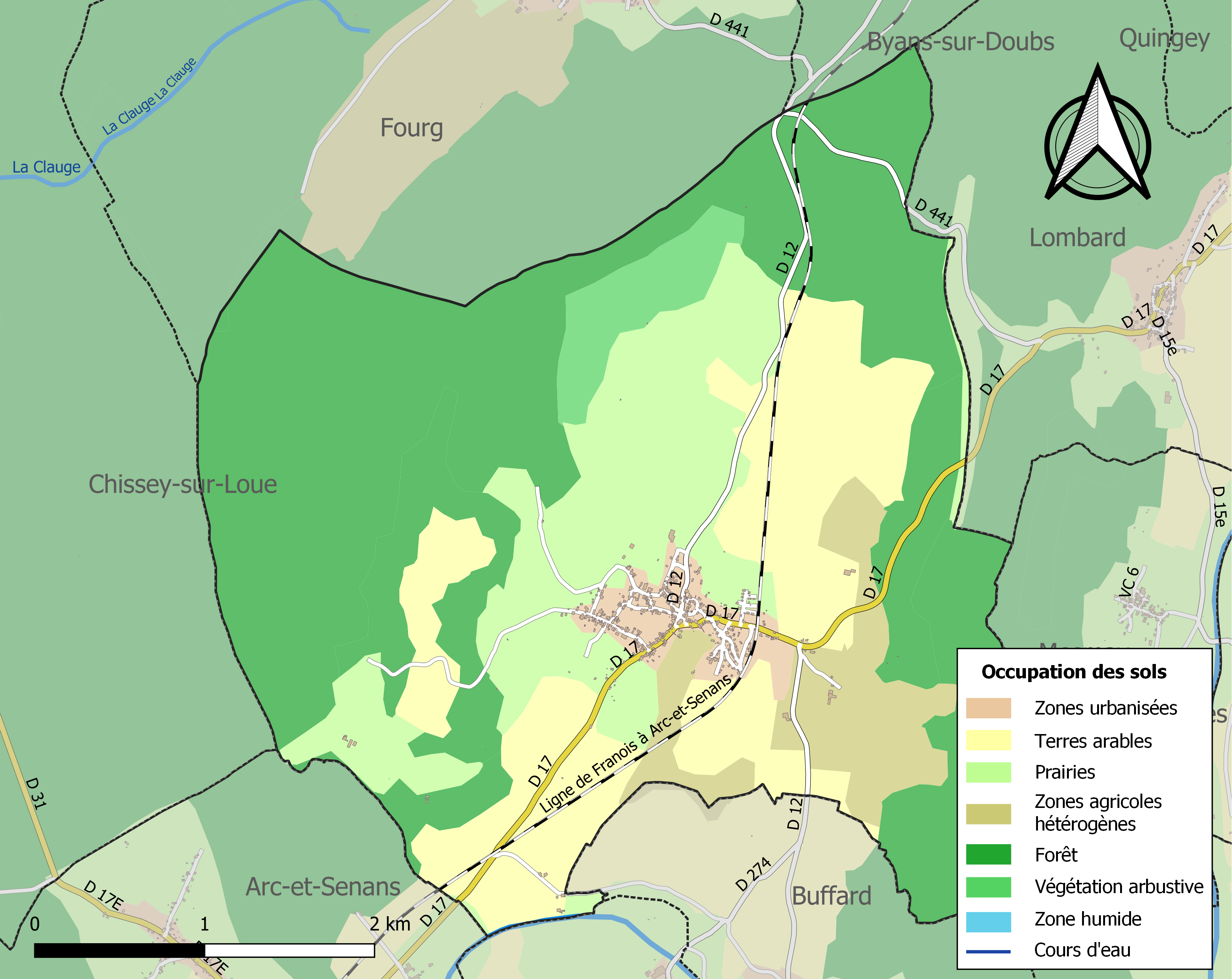
Kaart van de gemeente met de belangrijkste infrastructuur, bodemgebruik en omliggende gemeenten

## Verkeer en vervoer
In de gemeente ligt de spoorweghalte Liesle.

## Demografie
Onderstaande figuur toont het verloop van het inwonertal (bron: INSEE-tellingen).